# Judsonia
Judsonia é uma cidade localizada no estado americano de Arkansas, no Condado de White.

## Demografia
Segundo o censo americano de 2000, a sua população era de 1982 habitantes.
Em 2006, foi estimada uma população de 2125, um aumento de 143 (7.2%).

## Geografia
De acordo com o United States Census Bureau, a localidade tem uma área de 7,9 km², dos quais 7,8 km² cobertos por terra e 0,1 km² cobertos por água. Judsonia localiza-se a aproximadamente 89 m acima do nível do mar.

## Localidades na vizinhança
O diagrama seguinte representa as localidades num raio de 16 km ao redor de Judsonia.